# 1922年
1922年（1922 ねん）は、西暦（グレゴリオ暦）による、日曜日から始まる平年。大正11年。

## 他の紀年法
- 干支：壬戌
- 日本（月日は一致）
  - 大正11年
  - 皇紀2582年
- 中国（月日は一致）
  - 中華民国11年
- 朝鮮（月日は一致）
  - 檀紀4255年
  - 主体11年
- 阮朝（ベトナム）
  - 啓定6年12月4日 - 啓定7年11月14日
- モンゴル国
  - 共戴11年12月4日 - 共戴12年11月14日
- 仏滅紀元：2464年 - 2465年
- イスラム暦：1340年5月2日 - 1341年5月12日
- ユダヤ暦：5682年4月1日 - 5683年4月12日
- 修正ユリウス日(MJD)：23055 - 23419
- リリウス日(LD)：123896 - 124260

※檀紀は、大韓民国で1948年に法的根拠を与えられたが、1962年からは公式な場では使用されていない。

※主体暦は、朝鮮民主主義人民共和国で1997年に制定された。

## カレンダー
| 1月 |    |    |    |    |    |    |
| 日  | 月 | 火 | 水 | 木 | 金 | 土 |
| 1   | 2  | 3  | 4  | 5  | 6  | 7  |
| 8   | 9  | 10 | 11 | 12 | 13 | 14 |
| 15  | 16 | 17 | 18 | 19 | 20 | 21 |
| 22  | 23 | 24 | 25 | 26 | 27 | 28 |
| 29  | 30 | 31 |    |    |    |    |
|     |    |    |    |    |    |    |

| 2月 |    |    |    |    |    |    |
| 日  | 月 | 火 | 水 | 木 | 金 | 土 |
|     |    |    | 1  | 2  | 3  | 4  |
| 5   | 6  | 7  | 8  | 9  | 10 | 11 |
| 12  | 13 | 14 | 15 | 16 | 17 | 18 |
| 19  | 20 | 21 | 22 | 23 | 24 | 25 |
| 26  | 27 | 28 |    |    |    |    |
|     |    |    |    |    |    |    |

| 3月 |    |    |    |    |    |    |
| 日  | 月 | 火 | 水 | 木 | 金 | 土 |
|     |    |    | 1  | 2  | 3  | 4  |
| 5   | 6  | 7  | 8  | 9  | 10 | 11 |
| 12  | 13 | 14 | 15 | 16 | 17 | 18 |
| 19  | 20 | 21 | 22 | 23 | 24 | 25 |
| 26  | 27 | 28 | 29 | 30 | 31 |    |
|     |    |    |    |    |    |    |

| 4月 |    |    |    |    |    |    |
| 日  | 月 | 火 | 水 | 木 | 金 | 土 |
|     |    |    |    |    |    | 1  |
| 2   | 3  | 4  | 5  | 6  | 7  | 8  |
| 9   | 10 | 11 | 12 | 13 | 14 | 15 |
| 16  | 17 | 18 | 19 | 20 | 21 | 22 |
| 23  | 24 | 25 | 26 | 27 | 28 | 29 |
| 30  |    |    |    |    |    |    |
|     |    |    |    |    |    |    |

| 5月 |    |    |    |    |    |    |
| 日  | 月 | 火 | 水 | 木 | 金 | 土 |
|     | 1  | 2  | 3  | 4  | 5  | 6  |
| 7   | 8  | 9  | 10 | 11 | 12 | 13 |
| 14  | 15 | 16 | 17 | 18 | 19 | 20 |
| 21  | 22 | 23 | 24 | 25 | 26 | 27 |
| 28  | 29 | 30 | 31 |    |    |    |
|     |    |    |    |    |    |    |

| 6月 |    |    |    |    |    |    |
| 日  | 月 | 火 | 水 | 木 | 金 | 土 |
|     |    |    |    | 1  | 2  | 3  |
| 4   | 5  | 6  | 7  | 8  | 9  | 10 |
| 11  | 12 | 13 | 14 | 15 | 16 | 17 |
| 18  | 19 | 20 | 21 | 22 | 23 | 24 |
| 25  | 26 | 27 | 28 | 29 | 30 |    |
|     |    |    |    |    |    |    |

| 7月 |    |    |    |    |    |    |
| 日  | 月 | 火 | 水 | 木 | 金 | 土 |
|     |    |    |    |    |    | 1  |
| 2   | 3  | 4  | 5  | 6  | 7  | 8  |
| 9   | 10 | 11 | 12 | 13 | 14 | 15 |
| 16  | 17 | 18 | 19 | 20 | 21 | 22 |
| 23  | 24 | 25 | 26 | 27 | 28 | 29 |
| 30  | 31 |    |    |    |    |    |
|     |    |    |    |    |    |    |

| 8月 |    |    |    |    |    |    |
| 日  | 月 | 火 | 水 | 木 | 金 | 土 |
|     |    | 1  | 2  | 3  | 4  | 5  |
| 6   | 7  | 8  | 9  | 10 | 11 | 12 |
| 13  | 14 | 15 | 16 | 17 | 18 | 19 |
| 20  | 21 | 22 | 23 | 24 | 25 | 26 |
| 27  | 28 | 29 | 30 | 31 |    |    |
|     |    |    |    |    |    |    |

| 9月 |    |    |    |    |    |    |
| 日  | 月 | 火 | 水 | 木 | 金 | 土 |
|     |    |    |    |    | 1  | 2  |
| 3   | 4  | 5  | 6  | 7  | 8  | 9  |
| 10  | 11 | 12 | 13 | 14 | 15 | 16 |
| 17  | 18 | 19 | 20 | 21 | 22 | 23 |
| 24  | 25 | 26 | 27 | 28 | 29 | 30 |
|     |    |    |    |    |    |    |

| 10月 |    |    |    |    |    |    |
| 日   | 月 | 火 | 水 | 木 | 金 | 土 |
| 1    | 2  | 3  | 4  | 5  | 6  | 7  |
| 8    | 9  | 10 | 11 | 12 | 13 | 14 |
| 15   | 16 | 17 | 18 | 19 | 20 | 21 |
| 22   | 23 | 24 | 25 | 26 | 27 | 28 |
| 29   | 30 | 31 |    |    |    |    |
|      |    |    |    |    |    |    |

| 11月 |    |    |    |    |    |    |
| 日   | 月 | 火 | 水 | 木 | 金 | 土 |
|      |    |    | 1  | 2  | 3  | 4  |
| 5    | 6  | 7  | 8  | 9  | 10 | 11 |
| 12   | 13 | 14 | 15 | 16 | 17 | 18 |
| 19   | 20 | 21 | 22 | 23 | 24 | 25 |
| 26   | 27 | 28 | 29 | 30 |    |    |
|      |    |    |    |    |    |    |

| 12月 |    |    |    |    |    |    |
| 日   | 月 | 火 | 水 | 木 | 金 | 土 |
|      |    |    |    |    | 1  | 2  |
| 3    | 4  | 5  | 6  | 7  | 8  | 9  |
| 10   | 11 | 12 | 13 | 14 | 15 | 16 |
| 17   | 18 | 19 | 20 | 21 | 22 | 23 |
| 24   | 25 | 26 | 27 | 28 | 29 | 30 |
| 31   |    |    |    |    |    |    |
|      |    |    |    |    |    |    |

## できごと

### 1月
- 1月11日 - 糖尿病患者に世界初のインスリン投与がカナダのトロント総合病院で行われる。
- 1月17日 - 大隈重信公国民葬（日比谷公園）
- 1月22日 - 公爵・貴族院議員の徳川慶久が37歳で急死

### 2月
- 2月2日 - ジェイムズ・ジョイス「ユリシーズ」
- 2月5日 - リーダーズ・ダイジェスト創刊
- 2月6日
  - ワシントン会議: ワシントン海軍軍縮条約・九か国条約調印
  - ピウス11世が第259代ローマ教皇に選出
- 2月8日 - チェーカーがGPUと改称、NKVDの直轄となる。
- 2月11日 - グリコ (菓子)発売
- 2月22日 - 江崎グリコ設立
- 2月25日 - 旬刊朝日創刊（4月2日に週刊朝日となる）
- 2月28日 - エジプト王国がイギリスから独立宣言

### 3月
- 3月3日 - 全国水平社創立、日本で初めての人権宣言である「水平社宣言」が宣言される。
- 3月10日
  - 上野公園で平和記念東京博覧会開幕（-7月31日）
  - マーガレット・サンガー来日
  - 日本庭球協会設立
- 3月20日 - ラングレー (CV-1)が米海軍初の航空母艦として改装され就役
- 3月30日 - 未成年者飲酒禁止法（現・二十歳未満ノ者ノ飲酒ノ禁止ニ関スル法律）公布（施行4月1日）
- 3月31日
  - バイエルン州ヴァイトホーフェン近郊で農場主一家と使用人の5名が殺害される（ヒンターカイフェック事件）
  - 新潟医科大学・岡山医科大学・旅順工科大学・満洲医科大学、大学令により設立認可

### 4月
- 4月2日 - サンデー毎日創刊
- 4月3日 - ヨシフ・スターリンがロシア共産党書記長に選出
- 4月12日 - 英皇太子（後のエドワード8世）来日（〜5月9日）。宮内庁の依頼で大正天皇ではなく三井高棟が英国皇太子一行を迎えて接待した。
- 4月13日 - ボーイスカウト日本連盟が設立された。
- 4月14日 - アイルランド共和軍が、フォー・コーツ(アイルランド最高法廷)を襲撃し、ダブリンの戦いがはじまる。
- 4月16日
  - 帝国ホテル全焼。
  - ラパロ条約調印（ドイツ・ソビエト政府国交回復）
- 4月20日 - 治安警察法改正公布（女子の集会参加禁止を撤廃）
- 豊年製油設立（鈴木商店製油部が独立）
- 日本農民組合創立（賀川豊彦ら）

### 5月
- 5月5日
  - 刑事訴訟法(旧法)公布。起訴便宜主義が明文化された。
  - ヤンキー・スタジアム起工
- 5月19日 - ピオネール発足
- 5月20日 - 龍谷大学・大谷大学、大学令により設立認可
- 5月25日 - 熊本医科大学・専修大学・立教大学、大学令により設立認可

### 6月
- 6月5日
  - 武田薬品工業の子会社・和光純薬工業株式会社（当初の社名:武田化学薬品株式会社）を設立
  - 立命館大学・関西大学・東洋協会大学、大学令により設立認可
- 6月6日 - 高橋内閣総辞職（閣内不統一）
- 6月12日 - 加藤友三郎内閣成立
- 6月24日 - シベリア出兵: 日本が撤兵を声明
- 6月28日 - アイルランド内戦勃発

### 7月
- 7月1日 - 関西無尽（後の関西相互銀行→関西アーバン銀行）設立
- 7月15日 - 日本共産党結成（堺利彦・山川均ら）

### 8月
- 8月1日
  - 日本経済連盟会設立（井上準之助・団琢磨ら）
  - 市制施行により札幌市が誕生
- 8月8日
  - 小学館設立
  - 東北帝国大学に金属材料研究所設置
- 8月15日 - 西武鉄道設立（武蔵鉄道より社名変更）
- 8月22日 - マイケル・コリンズが暗殺される
- 8月25日 - 大河津分水路が通水

### 9月
- 9月2日 - 目黒蒲田電鉄（後の東京急行電鉄）設立
- 9月18日 - ハンガリーが国際連盟に加盟

### 10月
- 10月10日 - 日蓮へ立正大師号が贈られる
- 10月25日 - シベリア出兵: 樺太北部を除いて日本軍が撤兵を完了
- 10月27日 - ファシスト党がローマ進軍を行う
- 10月31日 - ベニート・ムッソリーニが首相に就任

### 11月
- 11月1日 - トルコ革命: スルタン制廃止を宣言
- 11月4日 - ハワード・カーターらがツタンカーメン王の墓を発見
- 11月7日 - 東大新人会が中心となり学生連合会（学連）が結成される
- 11月8日 - 革新倶楽部結成（犬養毅・尾崎行雄・島田三郎ら）
- 11月10日 - 上平村 (富山県)の庄川にかかる吊橋が崩落。移動中の陸軍兵士ら9名が死亡。
- 11月11日 - チリでマグニチュード8.5の大地震
- 11月14日 - イギリス放送会社（後の英国放送協会）がラジオ放送を開始
- 11月17日
  - トルコ革命: メフメト6世が亡命（オスマン帝国の滅亡）
  - アルベルト・アインシュタイン来日（〜12月29日，改造社の招聘）
- 11月23日 - 第1回ラグビー早慶戦を開催[1]

### 12月
- 12月6日 - アイルランドの南部26州がグレートブリテンおよびアイルランド連合王国より離脱（アイルランド自由国成立）
- 12月25日 - 第46議会召集
- 12月27日 - 鳳翔 (空母)就役（世界で初めて航空母艦として起工・就役）
- 12月30日 - ソビエト社会主義共和国連邦成立

### 日付不詳
- 芥川龍之介『トロッコ』。
- 一部の研究家達により無線通信の可能性が研究され始める（アマチュア無線の誕生）。

## 誕生

### 1月
- 1月2日 - 三島謙、俳優（+ 生死不明）
- 1月4日 - 大河百々代、女優（+ 1942年）
- 1月4日 - 山田風太郎、小説家（+ 2001年）
- 1月4日 - 勘解由小路資淳、日本一長い五文字の名字を持つ人物の一人､元子爵(藤原氏系勘解由小路家11代目当主)､大日本帝国海軍軍人(最終階級:海軍中尉)（+ 2019年）
- 1月6日 - フーゴ・ブロッホ、ドイツの軍人・第二次世界大戦のエース・パイロット
- 1月7日 - ジャン＝ピエール・ランパル、フルート奏者（+ 2000年）
- 1月7日 - 片山滉、俳優（+ 1978年）
- 1月11日 - 玉川伊佐男、俳優（+ 2004年）
- 1月13日 - 大森実、ジャーナリスト（+ 2010年）
- 1月16日 - 北山年夫、俳優・声優（+ 1994年）
- 1月21日 - テリー・サバラス、俳優（+ 1994年）
- 1月21日 - 石川忠雄、中国現代史家・慶應義塾長（+ 2007年）
- 1月23日 - ゲルハルト・ボッセ、指揮者（+ 2012年）
- 1月28日 - 松田耕平、実業家（東洋工業第3代社長、広島東洋カープオーナー（+ 2002年）
- 1月28日 - ウンク・A・アジズ[2]、経済学者（+ 2020年）

### 2月
- 2月1日 - レナータ・テバルディ、ソプラノ歌手（+ 2004年）
- 2月2日 - 松澤宥、芸術家（+ 2006年）
- 2月5日 - ジャニーヌ・リュエフ、作曲家（+ 1999年）
- 2月6日 - 植木昌一郎、脚本家（+ 1986年）
- 2月6日 - 大久保正信、俳優・声優（+ 1987年）
- 2月7日 - 宮川哲夫、作詞家（+ 1974年）
- 2月8日 - 渡辺誠太郎、元プロ野球選手（+ 2013年）
- 2月12日 - 林美一、浮世絵研究家・時代考証家 (+ 1999年)
- 2月13日 - 木原孝一、詩人（+ 1979年）
- 2月14日 - 邦光史郎、作家（+ 1996年）
- 2月20日 - 熊耳武彦、プロ野球選手（+ 生死不明）
- 2月24日 - リチャード・ハミルトン、画家（+ 2011年）
- 2月24日 - プニーナ・ザルツマン、ピアニスト（+ 2006年）
- 2月24日 - 安川加壽子、ピアニスト（+ 1996年）
- 2月26日 - ウィリアム・ボーモル、経済学者（+ 2017年）
- 2月28日 - エミリオ・スカナヴィーノ、画家・彫刻家（+ 1986年）

### 3月
- 3月1日 - イツハク・ラビン、イスラエル第11代首相（+ 1995年）
- 3月4日 - 古川清蔵、元プロ野球選手（+ 2018年）
- 3月5日 - ピエル・パオロ・パゾリーニ、映画監督・詩人・小説家（+ 1975年）
- 3月8日 - 水木しげる、漫画家（+ 2015年[3]）
- 3月9日 - 松葉昇、プロ野球選手（+ 1995年）
- 3月10日 - 山下清、画家（+ 1971年）
- 3月15日 - 広瀬習一、プロ野球選手（+ 1944年）
- 3月18日 - 野口昇、プロ野球選手（+ 1945年）
- 3月18日 - シーモア・M・リプセット、社会学者・政治学者（+ 2006年）
- 3月19日 - 小野田寛郎、元陸軍軍人、実業家（+ 2014年）
- 3月29日 - 野村光雄、日本の政治家、元公明党衆議院議員（+ 2015年）
- 3月31日 - 中埜肇、実業家（+ 1985年）

### 4月
- 4月1日 - 元良誠三、船舶工学者・東京大学名誉教授 (+ 2020年)
- 4月3日 - 林安夫、プロ野球選手（+ 1944年）
- 4月3日 - 町春草、書家（+ 1995年）
- 4月9日 - 二本松嘉瑞、映画監督（+ 生死不明）
- 4月19日 - エーリヒ・ハルトマン、ドイツ空軍のエース・パイロット（+ 1993年）
- 4月21日 - ジョン・ブリットン、元プロ野球選手（+ 1990年）
- 4月22日 - リチャード・ディーベンコーン、画家（+ 1993年）
- 4月23日 - 緒方俊明、元プロ野球選手（+ 生死不明）
- 4月25日 - 三浦綾子、小説家（+ 1999年）
- 4月25日 - 岩井章、労働運動家（+ 1997年）
- 4月26日 - ジャンヌ・ソーベ(英語版)、カナダ第23代総督（+ 1993年）
- 4月26日 - 佐伯彰一、日本の文芸評論家（+ 2016年）
- 4月27日 - 大村千吉、俳優（+ 1991年）
- 4月27日 - 竹野栄、児童文学作家・教育者（+ 生死不明）
- 4月29日 - 岩崎英二郎、ドイツ語学者（+ 2017年）
- 4月29日 - 千石規子、女優（+ 2012年）
- 4月29日 - 山田鐐一、法学者（+ 2008年）
- 4月29日 - トゥーツ・シールマンス、ベルギーのジャズ・ハーモニカ奏者（+ 2016年[4]）

### 5月
- 5月2日 - 久慈あさみ、女優・歌手（+ 1996年）
- 5月5日 - 大山忠作、日本画家（+ 2009年）
- 5月6日 - コロムビア・トップ、漫才師・政治家（+ 2004年）
- 5月8日 - 野本喜一郎、プロ野球選手（+ 1986年[5]）
- 5月9日 - 江藤晴康、元プロ野球選手（+ 2016年）
- 5月10日 - 伊藤利夫、プロ野球選手、高校野球指導者（+ 2011年）
- 5月11日 - ネスター・チャイラク、メジャーリーグ審判（+ 1982年）
- 5月15日 - 清水九兵衛、彫刻家（+ 2006年）
- 5月15日 - 瀬戸内寂聴、小説家（+ 2021年）
- 5月20日 - 大野俊康、神職（+ 2013年）
- 5月23日 - ダニエル・デファイエ、サクソフォーン奏者（+ 2002年）
- 5月25日 - 白川一、プロ野球選手（+ 1982年）
- 5月26日 - ペギー・リー、歌手・女優（+ 2002年）
- 5月27日 - クリストファー・リー、俳優（+ 2015年）
- 5月29日 - ヤニス・クセナキス、作曲家（+ 2001年）
- 5月30日 - ハル・クレメント、SF作家（+ 2003年）
- 5月30日 - キノトール、劇作家・脚本家（+ 1999年）

### 6月
- 6月2日 - クレア・パターソン、地質学者（+ 1995年）
- 6月3日 - アラン・レネ、映画監督（+ 2014年）
- 6月10日 - 亀山龍樹、作家・翻訳家（+ 1980年）
- 6月10日 - ジュディ・ガーランド、女優（+ 1969年）
- 6月11日 - アーヴィング・ゴッフマン、社会学者（+ 1982年）
- 6月18日 - クロード・エルフェ、ピアニスト（+ 2004年）
- 6月18日 - ドナルド・キーン、日本文学・文化研究者（+ 2019年[6]）
- 6月25日 - 鶴見俊輔、哲学者（+ 2015年）
- 6月29日 - 清岡卓行、詩人・小説家（+ 2006年）

### 7月
- 7月2日 - 藤原彰、歴史学者（+ 2003年）
- 7月7日 - ピエール・カルダン、ファッションデザイナー (+ 2020年)
- 7月9日 - 吉江英四郎、元プロ野球選手（+ 1986年）
- 7月12日 - 永原慶二、歴史学者（+ 2004年）
- 7月13日 - 諸橋晋六、日本の実業家。三菱商事の元社長・会長(＋ 2013年)
- 7月15日 - 松園尚巳、実業家（ヤクルト本社社長、ヤクルトスワローズオーナー）（+ 1994年）
- 7月15日 - 松園直已、実業家（ヤクルト本社副会長、ヤクルトスワローズオーナー）（+ 2011年）
- 7月17日 - 丹波哲郎、俳優（+ 2006年）
- 7月18日 - トーマス・クーン、哲学者（+ 1996年）
- 7月19日 - 金山次郎、プロ野球選手（+ 1984年）
- 7月19日 - ジュリウス・ニエレレ、タンザニアの大統領（+ 1999年）
- 7月23日 - 白坂長栄、元プロ野球選手（+ 2015年）
- 7月23日 - 香川正、元プロ野球選手（+ 生死不明）
- 7月24日 - 石丸進一、プロ野球選手（+ 1945年）
- 7月24日 - 藤井道夫、プロ野球選手（+ 2007年）
- 7月26日 - ブレイク・エドワーズ、アメリカの映画監督・脚本家（+ 2010年）
- 7月26日 - ホイト・ウィルヘルム、野球選手 (投手)、アメリカ野球殿堂（+ 2002年）

### 8月
- 8月1日 - スティーヴン・ワーム、言語学者（+ 2001年）
- 8月2日 - 中内㓛、実業家（ダイエー元社長、福岡ダイエーホークス元オーナー）（+ 2005年）
- 8月3日 - 仁科栄三、元プロ野球選手（+ 生死不明）
- 8月4日 - 石井好子、日本のシャンソン歌手、エッセイスト（+ 2010年）
- 8月9日 - 紀野一義、仏教学者・宗教家（+ 2013年）
- 8月18日 - 羽藤一志、海軍軍人(最終階級:海軍二等飛行兵曹)・太平洋戦争のエース・パイロット (+ 1942年)
- 8月19日 - 近藤富枝、ノンフィクション作家（+ 2016年[7]）
- 8月23日 - 高山泰夫、元プロ野球選手（+ 生死不明）
- 8月23日 - ジョージ・ケル、野球選手 (三塁手)、アメリカ野球殿堂（+ 2009年）
- 8月25日 - 山川武範、プロ野球選手（+ 1981年）
- 8月25日 - イヴリー・ギトリス、ヴァイオリニスト（+ 2020年）
- 8月27日 - 宇野宗佑、政治家・第75代内閣総理大臣（+ 1998年）
- 8月29日 - リチャード・ブラックウェル、ファッション評論家（+ 2008年）
- 8月31日 - 江橋節郎、生理学者（+ 2006年）

### 9月
- 9月8日 - エクトル・ロセット、チェス選手（+ 2009年）
- 9月9日 - 森雅功、プロ野球選手（+ 生死不明）
- 9月12日 - 内海桂子、芸人、漫才師、女優（+ 2020年[8][9][10]）
- 9月16日 - 山本健一、実業家（東洋工業第6代社長)（+ 2017年）
- 9月19日 - エミール・ザトペック、チェコの陸上競技選手（+ 2000年）
- 9月20日 - 伊佐二久、陸軍軍人、医師、著作家
- 9月20日 - 佐藤巧、工学者、建築学者、建築史家（+ 2018年）
- 9月20日 - ウィリアム・カペル、ピアニスト（+ 1953年）
- 9月25日 - 砂押邦信、プロ野球監督（+ 2010年）
- 9月27日 - アーサー・ペン、映画監督（+ 2010年）

### 10月
- 10月1日 - 別所毅彦、プロ野球選手（+ 1999年）
- 10月3日 - 大島渡、プロ野球選手（+ 生死不明）
- 10月4日 - 武末悉昌、プロ野球選手（+ 1998年）
- 10月7日 - 山本義正、著述家、山本五十六の長男 (+ 2014年)
- 10月7日 - ワグナー・ナンドール、彫刻家（+ 1997年）
- 10月10日 - 安居玉一、元プロ野球選手（+ 2002年）
- 10月13日 - 山田豊三郎、政治家・第21代大津市長（+ 2009年）
- 10月14日 - 月丘夢路、女優（+ 2017年）
- 10月14日 - 衛藤大輔、プロ野球選手（+ 生死不明）
- 10月22日 - 島野功緒、日本の放送評論家（+ 2014年）
- 10月24日 - 毛岸英、毛沢東の長男（+ 1950年）
- 10月25日 - 近藤正雄、プロ野球選手（+ 1997年）
- 10月26日 - 岩崎京子、児童文学者
- 10月27日 - ラルフ・カイナー、野球選手 (外野手)、アメリカ野球殿堂（+ 2014年）
- 10月27日 - 稲垣正夫、日本の実業家、アサツー ディ・ケイ創業者（+ 2015年）
- 10月31日 - シハヌーク、カンボジア国王（+ 2012年）

### 11月
- 11月2日 - リア・ファルク、フィギュアスケート選手（+ 1986年）
- 11月4日 - 山谷親平、ラジオパーソナリティ（+ 1984年）
- 11月7日 - 中埜肇、哲学者（+ 1997年）
- 11月8日 - 鈴木圭一郎、元プロ野球選手（+ 2011年）
- 11月9日 - 高村章子、女優、声優（+2012年）
- 11月11日 - カート・ヴォネガット、小説家（+ 2007年）
- 11月11日 - ジョージ・ブレイク、外交官、スパイ （+ 2020年）
- 11月12日 - キム・ハンター、女優（+ 2002年）
- 11月13日 - エディ・ラダ、フィギュアスケート選手（+ 1997年）
- 11月13日 - 豊田正子、作家・随筆家（+ 2010年）
- 11月14日 - ブトロス・ブトロス＝ガーリ、国際法学者、第6代国連事務総長（+ 2016年）
- 11月15日 - 中城ふみ子、歌人（+ 1954年）
- 11月16日 - ジョゼ・サラマーゴ、作家・ジャーナリスト（+ 2010年）
- 11月17日 - スタンリー・コーエン、1986年度ノーベル生理学・医学賞受賞者 (+ 2020年)
- 11月19日 - 梨本徳彦、皇族、海軍軍人（+ 2007年）
- 11月20日 - 野村泰治、元NHKアナウンサー・フリーアナウンサー（+ 2002年）
- 11月20日 - ノエル・ミュートン＝ウッド、ピアニスト・作曲家（+ 1953年）
- 11月22日 - エイラ・ヒルツネン、彫刻家（+ 2003年）
- 11月24日 - 加藤治子、女優（+ 2015年[11]）
- 11月26日 - チャールズ・M・シュルツ、漫画家（+ 2000年）
- 11月26日 - 井上泰幸、美術監督（+ 2012年）
- 11月26日 - 宮城千賀子、女優（+ 1996年）
- 11月16日 - 元永定正、画家、絵本作家 （+ 2011年）
- 11月28日 - ウェス・ウエストラム、メジャーリーガー（+ 2002年）

### 12月
- 12月3日 - 千頭久米夫、プロ野球選手（+ 生死不明）
- 12月8日 - ルシアン・フロイド、画家（+ 2011年）
- 12月11日 - ディリープ・クマール、俳優（+ 2021年）
- 12月13日 - ロベール・ヴェイロン＝ラクロワ、チェンバロ奏者・ピアニスト（+ 1991年）
- 12月15日 - 大島武、元プロ野球選手 （+ 2008年）
- 12月15日 - 大下弘、プロ野球選手（+ 1979年）
- 12月17日 - 小鶴誠、プロ野球選手（+ 2003年）
- 12月19日 - 阿部日顕、僧侶、大石寺第67世法主 （+ 2019年）
- 12月19日 - 楠本憲吉、俳人・随筆家（+ 1988年）
- 12月21日 - ポール・ウィンチェル、腹話術師・声優（+ 2005年）
- 12月24日 - エヴァ・ガードナー、女優（+ 1990年）
- 12月27日 - 岡部冬彦、漫画家（+ 2005年）
- 12月28日 - スタン・リー、アメリカン・コミックスの第一人生の漫画家（+ 2018年）
- 12月30日 - ハリーナ・チェルニー＝ステファンスカ、ピアニスト（+ 2001年）

### 日付不詳
- 日付不詳 - 神田武夫、プロ野球選手　（+ 1943年）
- 日付不詳 - 柳家きん平、落語家（+ 1966年）

## 死去

### 1月
- 1月4日 - 石原和三郎、作詞家（* 1865年）
- 1月5日 - アーネスト・シャクルトン、探検家（* 1874年）
- 1月9日 - 竹内綱、自由民権運動家・衆議院議員（* 1840年）
- 1月10日 - 大隈重信、第8・17代内閣総理大臣、東京専門学校（現、早稲田大学）創立者（* 1838年）
- 1月21日 - オレーター・シェーファー、メジャーリーガー（* 1851年）
- 1月22日 - 徳川慶久、徳川慶喜家第2代当主・貴族院議員（* 1884年）
- 1月22日 - ベネディクトゥス15世、第257代ローマ教皇（* 1854年）
- 1月23日 - アルトゥール・ニキシュ、指揮者（* 1855年）
- 1月26日 - ルイージ・デンツァ、作曲家（* 1846年）
- 1月27日 - ジョヴァンニ・ヴェルガ、小説家（* 1840年）
- 1月27日 - ネリー・ブライ、ジャーナリスト（* 1864年）
- 1月27日 - 日下部鳴鶴、明治、大正の書道家（* 1838年）

### 2月
- 2月1日 - 山縣有朋、陸軍軍人・第3・9代内閣総理大臣（* 1838年）
- 2月8日 - 樺山資紀、元海相・文相・内相・台湾総督（* 1837年）
- 2月15日 - 嶌田川儀兵衞、大相撲の力士（* 1844年）
- 2月24日 - アルフレッド・エスピナス、社会学者・哲学者（* 1844年）

### 3月
- 3月7日 - 一柳末徳、第11代小野藩主（* 1850年）
- 3月16日 - 相生枩五郎、元力士（*1882年）
- 3月23日 - オットマール・フォン・モール、外交官・日本の政府顧問（* 1846年）

### 4月
- 4月1日 - カール1世、オーストリア＝ハンガリー帝国最後の皇帝（* 1887年）
- 4月2日 - ヘルマン・ロールシャッハ、ロールシャッハテスト考案者として知られる精神医学者（* 1884年）
- 4月12日 - フランティシェク・オンドジーチェク、ヴァイオリニスト・作曲家（* 1857年）
- 4月14日 - キャップ・アンソン、メジャーリーガー（*1852年）
- 4月24日 - 神谷傳兵衛、実業家（* 1856年）
- 4月30日 - 荘田平五郎、実業家（* 1847年）

### 5月
- 5月2日 - オイゲン・エールリッヒ、法学者（* 1862年）
- 5月18日 - シャルル・ルイ・アルフォンス・ラヴラン、病理学者（* 1845年）
- 5月19日 - 江原素六、政治家・麻布中学創設者（* 1842年）
- 5月22日 - カール・タイケ、作曲家（* 1864年）
- 5月26日 - エルネスト・ソルベー、化学者・実業家・政治家（* 1838年）

### 6月
- 6月15日 - 日応、僧侶、大石寺第56世法主（* 1848年）
- 6月18日 - ヤコブス・カプタイン、天文学者（* 1851年）
- 6月19日 - 常陸山谷右エ門、大相撲第19代横綱（* 1874年）
- 6月20日 - ヴィットーリオ・モンティ、作曲家（* 1868年）
- 6月27日 - 東伏見宮依仁親王、日本の皇族（* 1867年）

### 7月
- 7月4日 - ロタール・フォン・リヒトホーフェン、第一次大戦期のドイツの空軍パイロット（* 1894年）
- 7月5日 - 近藤芳助、元新選組隊士（* 1843年）
- 7月7日 - カハル・ブルハ、アイルランドの独立運動家（* 1874年）
- 7月9日 - 森鷗外、小説家（* 1862年）
- 7月12日 - ジョン・モーズビー、軍人・探検家（* 1830年）
- 7月22日 - 高峰譲吉、化学者（* 1854年）

### 8月
- 8月2日 - アレクサンダー・グラハム・ベル、発明家（* 1847年）
- 8月5日 - トミー・マッカーシー、メジャーリーガー（* 1863年）
- 8月8日 - 東坊城徳長、貴族院議員（* 1869年）
- 8月12日 - アーサー・グリフィス、アイルランド独立運動の指導者（* 1871年）
- 8月22日 - マイケル・コリンズ、アイルランド独立運動の指導者（* 1890年）
- 8月30日 - ジョルジュ・ソレル、哲学者（* 1847年）

### 9月
- 9月1日 - エドモンド・レイトン、画家（* 1853年）
- 9月8日 - レオン・ボナ、画家（* 1833年）
- 9月18日 - 知里幸恵、アイヌ神謡集著者として知られるアイヌ人女性（* 1903年）
- 9月25日 - 東海散士、小説家・衆議院議員（* 1853年）

### 10月
- 10月15日 - 大井憲太郎、自由民権運動家・衆議院議員（* 1843年）
- 10月27日 - ハンス・ロイシュ、地質学者（* 1852年）

### 11月
- 11月6日 - モーガン・バークリー、ナショナルリーグ会長（* 1837年）
- 11月7日 - サム・トンプソン、メジャーリーガー（* 1860年）
- 11月14日 - カール・ミヒャエル・ツィーラー、作曲家（* 1843年）
- 11月18日 - マルセル・プルースト、作家（* 1871年）
- 11月21日 - リカルド・フロレス・マゴン、メキシコの無政府主義者（* 1874年）

### 12月
- 12月6日 - 宮崎滔天、大アジア主義運動家（* 1871年）
- 12月11日 - 田村崇顕、第12代一関藩主（* 1858年）
- 12月16日 - エリエゼル・ベン・イェフダー、現代ヘブライ語成立の中心人物（* 1858年）
- 12月22日 - 西郷四郎、「姿三四郎」のモデルとして知られる柔道家（* 1866年）
- 12月31日 - 人見勝太郎、元蝦夷共和国松前奉行・茨城県令（* 1843年）

## ノーベル賞
- 物理学賞 - ニールス・ボーア（デンマーク）
- 化学賞 - フランシス・アストン（イギリス）
- 生理学・医学賞 - アーチボルド・ヒル（イギリス）、オットー・マイヤーホフ（ドイツ）
- 文学賞 - ハシント・ベナベンテ（スペイン）
- 平和賞 - フリチョフ・ナンセン（ノルウェー）